# 卡里姆·阿迪普拉西托

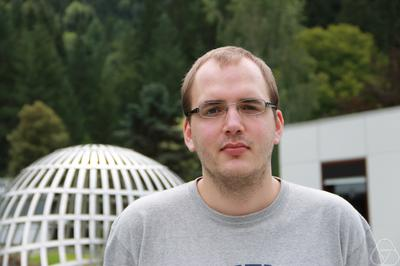
摄于2012年

卡里姆·阿迪普拉西托（德語：Karim Adiprasito），德国数学家，主要从事组合数学领域的研究。

## 生平
阿迪普拉西托于2013年毕业于柏林自由大学并获博士学位，其导师是柏林自由大学校长根特·齐格勒。他于2015年起出任耶路撒冷希伯来大学教授，2019年起任哥本哈根大学教授。
阿迪普拉西托曾获得过欧洲组合数学奖（2015年）、数学新视野奖（2019年）、欧洲数学学会奖（2020年）等奖项。